# Die Rothenburger
Die Rothenburger ist ein deutsches Stummfilmdrama aus dem Jahre 1918 von Lupu Pick mit dem Ehepaar Lya Mara und Friedrich Zelnik in den Hauptrollen.

## Handlung
Die Geschichte spielt in dem beschaulichen, süddeutschen Städtchen Rothenburg ob der Tauber. Richard Neidlinger entstammt einfacher Verhältnisse. Mit viel Fleiß und Unterstützung seines Gönners Sanitätsrat Waldmüller hat er es zu einem angesehenen Arzt gebracht. Privat hat er sich nie gebunden, seitdem ihm sein einst bester Freund Fritz Hochstätter seine große Liebe, die Rothenburgerin Lene, ausgespannt hatte. Im Rahmen eines sog. „amerikanischen Duells“ wollte er damals Auge in Auge mit Hochstätter diese Angelegenheit klären und auf diese Weise einen ehrenvollen Tod suchen, doch der weise Sanitätsrat hielt ihn damals von diesem pubertären Unfug ab. Waldmüller verdonnerte ihn damals dazu, sich ganz der Forschung und Wissenschaft hinzugeben, anstatt sein noch junges Leben derart nutzlos wegzuwerfen. Der Wandel in seinem Leben sollte umfassend sein, was auch einen Namenswechsel beinhaltete, und so wurde aus Richard Neidlinger „Richard Tauber“.
Eines Tages erreicht Tauber / Neidlinger ein schriftlicher Hilferuf. Ausgerechnet Fritz Hochstätter bittet ihn, nicht ahnend dass es sich dabei um Neidlinger handelt, seine an Leib und Seele erkrankte Tochter, der bislang kein Arzt helfen konnte, zu heilen. Tauber nimmt sich des Mädchens an und in sein Sanatorium auf, wo er mit viel Geduld den Gesundheitszustand der jungen Frau allmählich verbessern kann. Diese wird neugierig und möchte mehr über ihren Heiler erfahren. Sie stöbert in dem Tagebuch des Doktors, das sie zufällig in der Bibliothek findet, herum und erfährt auf diese Weise, dass ihr eigener Vater ihrem Retter einst die Frau, also ihre Mutter, ausgespannt hatte. Tauber, der in dem Mädchen das Ebenbild der entschwundenen Lene erkennt, beginnt sich in die junge Frau zu verlieben. Doch auch Taubers Assistenzarzt Dr. Wengard hat ein Auge auf das hübsche Mädchen geworfen, und wieder einmal glaubt Neidlinger / Tauber, dass ihm die Liebe seines Lebens von einem Konkurrenten geraubt werden könnte.
Erneut steht Sanitätsrat Waldmüller seinem einstigen Protegé mit väterlichem Rat zur Seite. Als Wengard Tauber fragt, ob er mit der Eheschließung einverstanden sei, willigt Tauber schweren Herzens ein. Als eines Tages Fritz Hochstätter im Klinikum erscheint, um sich persönlich bei denjenigen Arzt zu bedanken, der seine Tochter gerettet hat, ist er basserstaunt, in Dr. Tauber seinen alten Jugendfreund Richard Neidlinger wieder zu erkennen. Dieser hat seinen alten Groll gegenüber Hochstätter längst begraben. Als dessen Tochter gerufen wird, damit sie ihren Vater begrüße, erscheint sie nicht. Die junge Frau ist bei einem Spaziergang in zerklüfteter Natur in einen Abgrund gestürzt und blieb dort bewusstlos liegen. Tauber / Neidlinger eilt sofort zu ihr und versucht, ihr Leben zu retten. Als sie wieder erwacht und als erstes Tauber an ihrem Krankenbett erkennt, wird ihr klar, dass dieser Arzt mehr als nur ihr Lebensretter ist und was dieser Mann für sie empfinden muss. Sie bittet ihren Verlobten in spe, Dr. Wengard, sie freizugeben, damit sie eine gemeinsame Zukunft mit Richard Neidlinger beginnen könne.

## Produktionsnotizen
Die Rothenburger entstand in der Endphase des Ersten Weltkriegs und wurde im September 1918 im Berliner Marmorhaus uraufgeführt. Zu dieser Zeit besaß der Fünfakter eine Länge von 1989 Metern. Nach der Neuzensurierung am 3. Juli 1923 wurde Die Rothenburger auf 1664 Meter heruntergekürzt.

## Kritik
„Die idyllische Schönheit des entzückenden deutschen Städtchens Rothenburg ob der Tauber war seit jeher das Ideal der malenden Künstler und Dilettanten. Kein Wunder, wenn auch die Filmkunst diese Schönheit sich zu eigen machte und in den Rahmen der landschaftlichen Szenerien eine auf Sentimentalität gestimmte, menschlich-warme Handlung hineinlegte. Der bekannte Roman Adolf Wibrandts bot dem dankbaren Stoff, der in historischer Treue verwertet und von den darstellenden Künstlern wiedergegeben wurde. Friedrich Zelnik in seiner gemessenen, imponierenden Ruhe stellt den Helden des Stückes in seiner Art dar und findet in Lya Mara eine vollwertige Partnerin. Man merkt ihr die Dankbarkeit für den elden Menschenfreund an, der das schöne Schloß in Rothenburg der deutschen Bühnengenossenschaft zum Geschenk gemacht, und das in ein Erholungsheim für die Kinder der Bühnenangehörigen umgebaut wurde. Die Handlung spielt in diese Schenkung hinein…“